# Marcela Huaita Alegre
Marcela Patricia María Huaita Alegre (???, 30 de outubro de 1964) é uma advogada e acadêmica peruana especializada em direitos humanos e políticas públicas. Ela foi Ministra da Mulher e das Populações Vulneráveis de 17 de fevereiro de 2015 a 28 de julho de 2016, sob a presidência de Ollanta Humala.

## Biografia
Huaita cursou Direito na Pontifícia Universidade Católica do Peru (PUCP).
Huaita foi instrutora de direitos humanos, estudos de género e políticas públicas na PUCP e na Universidade Nacional de San Marcos.
Em 1996, Huaita tornou-se a assessora principal da Comissão de Mulheres do Congresso da República do Peru. Em 2003, ingressou no gabinete de assessoria do Presidente do Conselho de Ministros do Peru (PCM). De 2012 a 2013, Huaita foi a vice-ministra das mulheres de Ana Jara. Mais tarde, tornou-se secretária geral do Ministério da Mulher e Populações Vulneráveis (MIMP). Nessa função, Huaita trabalhou para instituições como Pro Ethics, Ombudsman's Office e Constella Futures.
Em 17 de fevereiro de 2015, Huaita sucedeu a Carmen Omonte Durand como Ministra do MIMP sob o presidente Ollanta Humala. A cerimónia de juramento foi realizada no Golden Hall. Na sua função, ela gerenciou e liderou avanços jurídicos para proteger as vítimas de violência, incluindo feminicídio, leis para prevenir, punir e erradicar a violência contra mulheres e familiares e a adopção do plano de violência de género 2016-2021. Huaita destacou a expansão dos abrigos de emergência para mulheres para um total de 245 em todo o país. Ela serviu como ministra até ao final da presidência de Humala em 28 de julho de 2016. Huaita foi sucedida por Ana María Romero-Lozada.